# Country Music Association Awards 2025
O Country Music Association Awards 2025, anunciado como 59º CMA Awards, será realizado em 19 de novembro de 2025, na Bridgestone Arena, em Nashville, Tennessee, nos Estados Unidos. O evento será transmitido ao vivo pela rede de TV ABC, e estará disponível para streaming  na plataforma Hulu no dia seguinte. Os indicados serão anunciados no dia 8 de setembro.